# Madureira EC
Der Madureira Esporte Clube, kurz MEC, ist ein brasilianischer Fußballverein aus dem Stadtteil Madureira von Rio de Janeiro im gleichnamigen Bundesstaat. Er spielt aktuell in der vierten und niedrigsten Spielklasse der brasilianischen Meisterschaft.

## Geschichte
Der Verein geht auf den 1914 gegründeten Fidalgo Madureira Atlético Clube zurück, der 1933 mit dem Magno Futebol Clube zum Madureira Atlético Clube fusionierte. Nachdem sich diesem im Jahr 1971 auch der Madureira Tênis Clube und der Imperial Basquete Clube angeschlossen haben, wurde der aktuelle Name angenommen. Als Gründungsdatum des MEC ist dabei jenes des Fidalgo Madureira Atlético Clube festgelegt wurden.
Seit den 1980er Jahren spielt der MEC regelmäßig in der ersten Liga der Staatsmeisterschaft von Rio de Janeiro. Mit dem Gewinn der Taça Rio 2006 hatte man sich für das Meisterschaftsfinale qualifizieren können, in welchem man sich dem Botafogo FR geschlagen geben musste. Der zweite Gewinn der Taça Rio 2015 war mit keiner Qualifizierung zum Finale mehr verbunden.
Seit der Jahrtausendwende ist der Verein auch regelmäßig in den unteren Ligen der nationalen Meisterschaft Brasiliens vertreten. 2008 musste er von der Série C in die neugegründete Série D absteigen, konnte aber von dieser 2010 erneut in die Série C aufsteigen. 2015 erfolgte der abermalige Abstieg in die Série D.

## Erfolge
- Staatspokal von Rio de Janeiro: 2011
- Taça Rio: 2006, 2015

## Bekannte Spieler
- Acácio
- Allan, Fußballnationalspieler
- André Lima
- Derlei
- Maicón (Jugend; 2007–2009 bei MSV Duisburg)
- Zézé (erster Bundesligabrasilianer; 1964–1965 bei 1. FC Köln)
- Valdir Pereira "Didi"
- Evaristo de Macedo
- Jair Rosa Pinto
- Marcelinho Carioca
- Sérgio Manoel
- Rodrigo de Souza Cardoso "Souza"
- Alexandre de Carvalho Kaneko